# Josef Wilfling

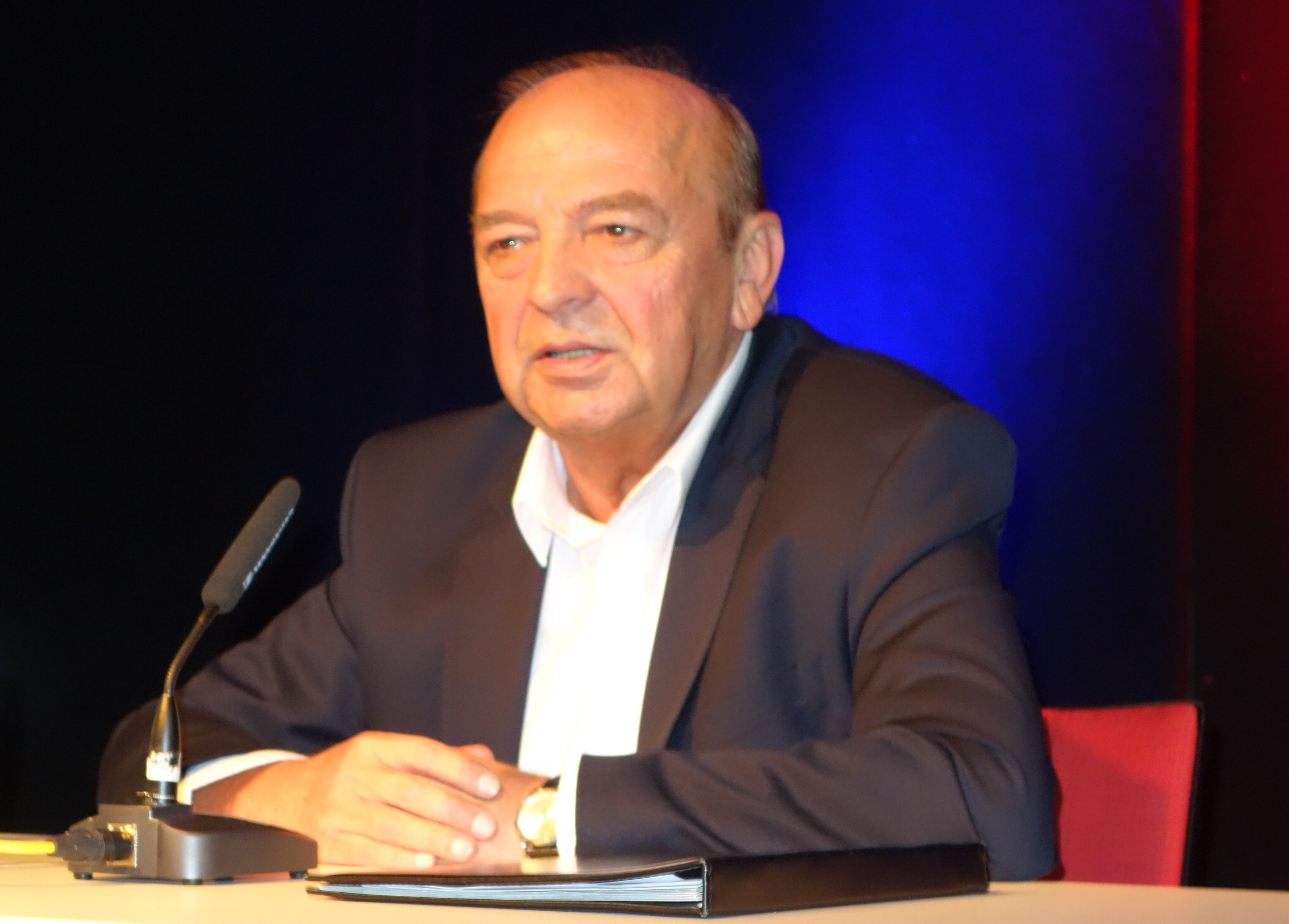
Josef Wilfling bei einer Autorenlesung im November 2017

Josef Wilfling (* 3. Januar 1947 in Münchberg; † 2. August 2022 in München) war ein deutscher Kriminalbeamter (zuletzt Kriminaloberrat) und Autor.

## Werdegang
Wilfling war Kind von Vertriebenen aus dem Egerland. Zusammen mit vier Geschwistern wuchs er in der oberfränkischen Kleinstadt Münchberg auf. Am 3. Oktober 1966 trat er in den mittleren Dienst der bayerischen Polizei ein. Nach einem Jahr bei der Würzburger Bereitschaftspolizei wurde er zum Polizeipräsidium München versetzt. Beim Brandanschlag auf das Altenheim der Israelitischen Kultusgemeinde in München im Jahr 1970 war er als Bereitschaftspolizist eingesetzt und hatte u. a. die Aufgabe, einen Rabbiner zu den völlig verkohlten Leichen der Opfer zu führen. Ab 1976 arbeitete er als Zivilfahnder und ab 1983 als Kriminalkommissar.
1987 kam er als Ermittler zur Münchner Mordkommission, deren Leiter er 2002 wurde. Er wirkte unter anderem bei der Aufklärung der Morde an Walter Sedlmayr und Rudolph Moshammer sowie der Morde des Serienmörders Horst David mit. Im Fall des Schauspielers Günther Kaufmann war Wilfling der leitende Ermittler. Er hielt auch nach dem Tod Kaufmanns im Jahr 2012 an dessen Schuld fest und äußerte dies auch im Wiederaufnahmeverfahren, trotz dessen erwiesener Unschuld.
Nachdem der Personalrat einer nochmaligen Verlängerung seiner Dienstzeit widersprochen hatte, wurde er am 30. Januar 2009 in den Ruhestand verabschiedet. In einen Interview vom April 2019 nannte Wilfling den Fall Engelbrecht als ersten Fall, den er gerne noch während seiner Amtszeit geklärt hätte. Wilfling, der schon während seiner Dienstzeit für die hauseigene Polizeizeitung Glossen und Analysen geschrieben hatte, verarbeitete die Erfahrungen aus seiner Dienstzeit als Buchautor und wurde zum gefragten Referenten. 
Im Februar 2013 sagte er als Zeuge im bayerischen Untersuchungsausschuss zur rechtsextremen Terrorgruppe Nationalsozialistischer Untergrund aus, da er die Ermittlungen nach den Morden an Habil Kılıç in München-Ramersdorf 2001 und an Theodoros Boulgarides im Münchener Westend im Jahr 2005 geleitet hatte (siehe NSU-Mordserie).
Als er am 11. Juli 2013 zum Ramersdorfer Mord im NSU-Prozess vor dem Oberlandesgericht München aussagte, verwahrte er sich gegen den Vorwurf, die Ermittler seien auf dem rechten Auge blind gewesen. Vielmehr sei die Art der Tatausführung, die er als „professionelle Hinrichtung“ bezeichnete, für rechte Gewalttäter untypisch und nur mit dem organisierten Verbrechen in Verbindung zu bringen gewesen. Die Mordkommission hatte darum wegen möglicher Verbindungen des Opfers zur PKK, den Grauen Wölfen sowie dem Glücksspiel-, Drogen- und Rotlichtmilieu ermittelt. Bei einer Durchsuchung hatte die Polizei die Wohnung der Witwe verwüstet, und die Tochter des Opfers hatte die Schule verlassen müssen, weil man fürchtete, Täter aus diesen Milieus könnten die Schule stürmen. Weiterhin gab er an, dass keiner der etwa 40 türkischen Hinweisgeber einen Verdacht in Richtung Rechtsextremismus erhob. Auch habe er sich die von einer Zeugin genannten Radfahrer nicht als Täter vorstellen können. Der Versuch, die mutmaßlichen Täter als Zeugen zu gewinnen, blieb ohne Erfolg.
Wilfling war verheiratet, Vater eines 1970 geborenen Sohns und lebte in München. Er starb am 2. August 2022 im Alter von 75 Jahren an Krebs.

## Werke
- Abgründe: Wenn aus Menschen Mörder werden. Heyne, München 2011, ISBN 978-3-453-60192-5.
- Unheil: Warum jeder zum Mörder werden kann. Heyne, München 2012, ISBN 978-3-453-19360-4.
- Verderben: Die Macht der Mörder. Heyne, München 2015, ISBN 978-3-453-19443-4.
- Geheimnisse der Vernehmungskunst: Die Strategien des legendären Mordermittlers. Heyne, München 2019, ISBN 978-3-453-20270-2.